# 삼각대
삼각대(三脚臺) 또는 트라이포드(tripod)는 세 개의 다리로 구성된 지지대로 중량을 지지하거나 물체의 안정성을 확보하기 위하여 사용하는 장비이다. 삼각대는 지지하는 물체의 중력 방향, 수평 방향 안정성을 동시에 제공할 수 있으므로 카메라, 그림, 안테나, 기관총 등 다양한 물체의 지지에 사용된다. 삼각대의 안정성은 각 지지 다리가 수직축에서 멀면 증가하며, 좁아지면 감소한다. 유사한 기능을 갖는 장비로 양각대(bipod, 兩脚臺)나 일각대(monopod, 一脚臺)가 존재한다. 특히 그림을 지지하는 삼각대를 이젤이라고 한다.

## 사진용 삼각대

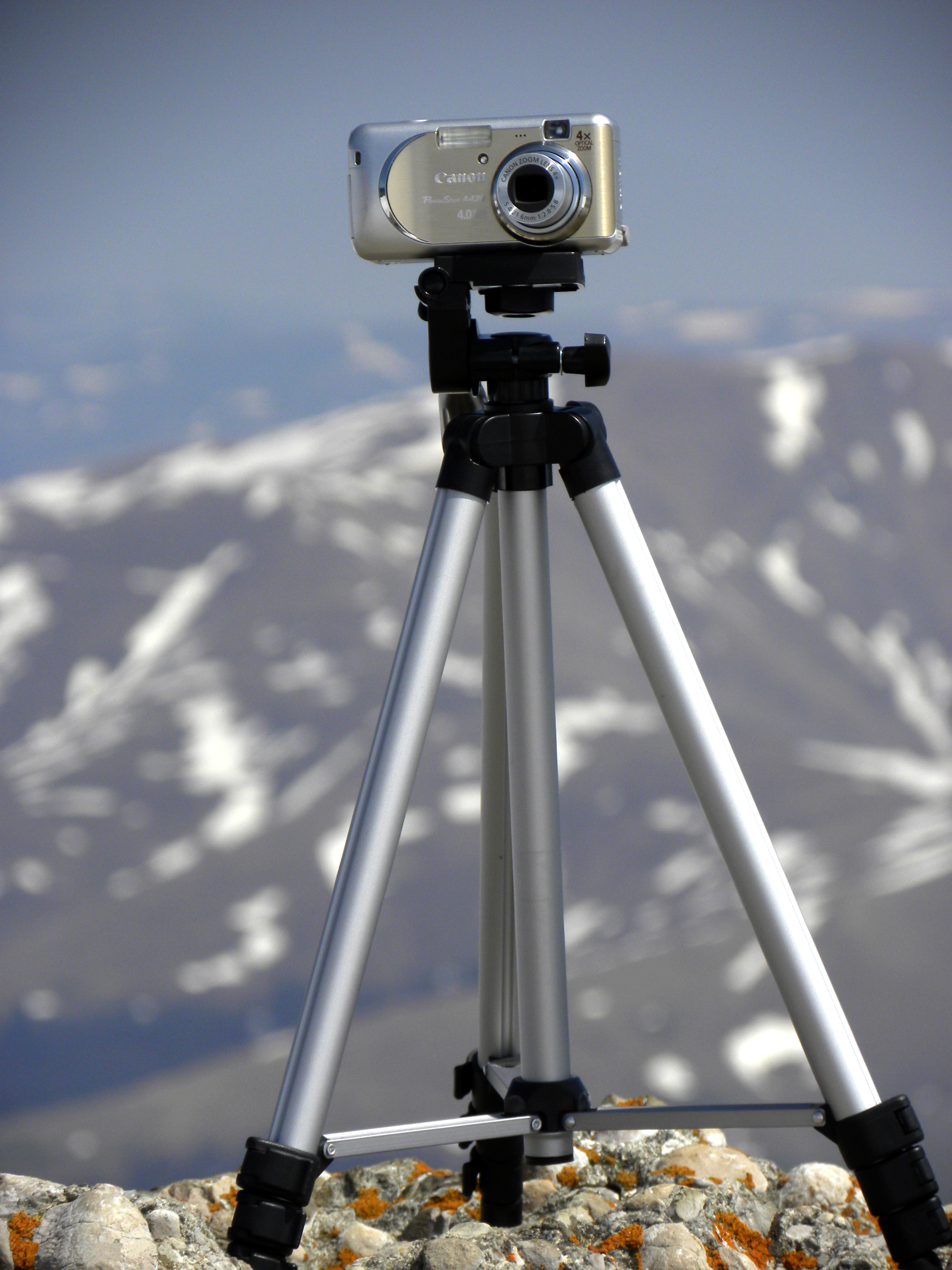
삼각대에 카메라를 고정해 두었다.

사진술에서 삼각대는 카메라를 고정시키고, 원하는 촬영 각도를 유지한 상태에서 안정성을 제공할 수 있다. 삼각대를 통해서 카메라는 카메라의 흔들림을 제어할 수 있으므로 사진의 세밀한 부분을 표현할 때, 혹은 장시간 노출로 인해 손으로 고정하기 어려울 때 주로 사용한다. 사진용 삼각대는 헤드라는 부품을 통해서 삼각대의 골격과 카메라를 연결하고, 연결된 방향을 조정할 수 있다. 일반적으로 사용하는 헤드로는 구형 헤드(카메라의 받침이 일종의 구와 연결되어 있음)나 비디오 카메라에서 주로 사용하는 관절식 헤드가 있다. 구형 헤드는 적절한 고정 장치와 조합되면 원하는 각도를 자유롭게 표현할 수 있으나, 수평 조절을 위해서 수평계를 함께 사용하고, 관절식 헤드는 수직, 수평 방향의 조절이 용이하여 패닝 혹은 틸트 촬영에 유리하다.

## 고대문화

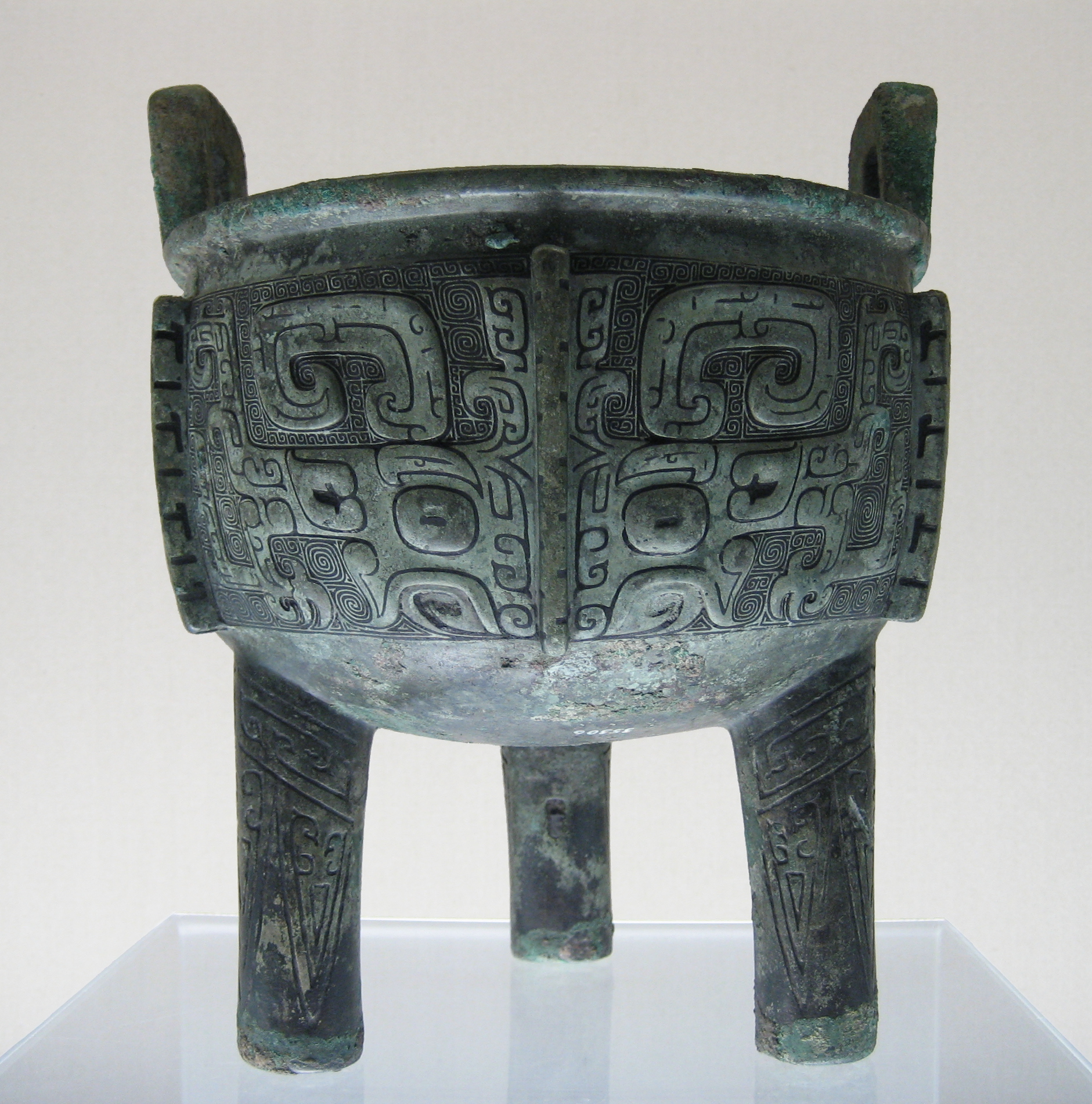
고대 중국의 정(鼎)

중국과 그리스의 고대에서는 삼각대 형식을 갖춘 솥을 제례(祭禮)나 제사(祭祀)에 사용했는데 동양에서는 이를 '정(鼎)'으로 서양에서는 이를 '트라이포드(tripod)'라고 부른다. 발이 셋달리고 귀가 둘달린 솥의 형상을 갖추고 있다.

## 같이 보기
- 트리스켈리온